# Bernie (Missouri)
Bernie è un comune degli Stati Uniti d'America, situato nello Stato del Missouri, nella contea di Stoddard.